# Beijing TV Centre
Le Beijing TV Centre est un gratte-ciel construit en 2007 à Pékin en Chine. Il s'élève à 239 mètres pour 41 étages. Il a été dessiné pas la compagnie japonaise Nikken Sekkei et ressemble à la Commerzbank Tower située à Francfort-sur-le-Main en Allemagne. 
L'immeuble est le siège de la télévision de Pékin.
Attention, il ne faut pas le confondre avec la tour du CCTV Headquarters, elle aussi située à Pékin.